# Тий Парти
The Tea Party (на български се произнася като „Дъ Тий Парти“, което значи „Чаеното парти“) е канадска рок група, съществувала от 1990 г. до 2005 г. Групата съчетава елементи на хардрок, блус, прогресив рок с мотиви от Индия и Близкия изток, в резултат от което се получава уникален стил, който някои критици определят с играта на думи „Maroccan roll“.

## История

### Ранни години (1990 – 1995)
The Tea Party е сформирана от трима приятели, които се познават от деца и след като през тийнейджърска възраст са свирили в различни проекти, след един дълъг джем сешън през 1990 г. решават да започнат съвместна работа. Това са басистът и клавирист Стюърт Чатуд (Stuart Chatwood), певецът и китарист Джеф Мартин (Jeff Martin) и барабанистът Джеф Бъроус (Jeff Burrows).
През 1991 г. групата издава първия си, едноименен албум, The Tea Party (албум), който с психеделичното си звучене предизвиква интереса на критиците и феновете и става причина през 1993 г.. да подпише договор с ЕМИ Канада. Вторият албум Splendor Solis вече излиза под марката на ЕМИ. В него проличават някои основни компоненти от стила и звука на групата, които ще бъдат доразвити по-нататъшната им кариера – блус и рок, приплетени с оркестрации, включващи разнообразни азиатски и северноафрикански инструменти. Гласът на Джеф Мартин донякъде наподобява по тембър и стил Джим Морисън, от което идват и психеделичните нотки в песните.

### Успех (1995 – 2000)
Албумът The Edges of Twilight от 1995 г. е сред основополагащите в кариерата на The Tea Party. През 1996 г. групата прави успешни турнета в родната си Канада, в Европа и Австралия.
По-късно през същата година излиза акустичният албум Alhambra, съдържащ преработки на песни от The Edges of Twilight, както и нови композиции. Като гост в една от песните се появява легендарният английски певец и музикант Рой Харпър (Roy Harper).
Transmission от 1997 г. дава нова насока в стила на групата. Песните са по-агресивни, с много електроника, семпли и програмиране, повече в индъстриъл стила на Nine Inch Nails, отколкото в хардрока на Led Zeppelin. Проблемите са преодолени и следващият албум Triptych от 1999 г. ги показва израснали като музиканти и личности. По време на последвало турне в Австралия (една много гостоприемна за тях страна, в която винаги са имали голям успех) The Tea Party записват единствения си концертен миниалбум – Live at the Enmore Theatre) от 1999 г.

### Късни години (2000 – 2005)
През 2000 г. The Tea Party издава колекцията от сингли Tangents: The Tea Party Collection. През 2001 г. на бял свят излиза и компилацията от видеоклипове Illuminations. Следващият студиен албум The Interzone Mantras later е реализиран през 2001 г. и през ноември 2003 г. стартира мащабно концертно турне из Канада, в което групата е съпровождана от симфонични оркестри.
Последният студиен албум на групата – Seven Circles) – излиза през 2004 г. Посрещнат е с положителни отзиви от страна на критиката, като се отбелязва връщането към първоначалното звучене от 90-те години на 20 в.
The Tea Party прекратява съществуването си през октомври 2005 г., когато Джеф Мартин изненадващо прави изявлението, че се оттегля, за да започне солова дейност.

### След раздялата (2005-)
Джеф Мартин прави някои доста сериозни промени в живота и кариерата си. През 2005 г. певецът заедно със семейството си се мести в Ирландия, където купува имение и обзавежда домашно студио. През април 2006 г. излиза дебютният му албум Exile and the Kingdom, последван от интензивна концертна дейност в Европа, Канада и Австралия. Като резултат от турнетата, на 21 ноември 2006 г. е издаден двойният концертен албум Live in Brisbane 2006, а на 7 май 2007 г. излиза и Live in Dublin. И двата албума съдържат предимно песни от репертоара на The Tea Party. Стилът на Джеф Мартин продължава традицията на The Tea Party в преплитането на рок, блус и ориенталски мотиви, но с една основна разлика – той свири предимно акустично и аранжиментите са по-леки и слушаеми.
През 2006 г. бившите партньори на Мартин в The Tea Party – Джеф Бъроус и Стюърт Чатууд – обявяват, че продължават съвместната си дейност под името The Art Decay. Чатууд също така композира музиката на различни видео игри (например Принцът на Персия).

## Дискография
- The Tea Party – 1991 г.
- Capitol Records demo – 1992 г.
- Splendor Solis – 1993 г.
- The Edges of Twilight – 1995 г.
- Alhambra – 1996 г.
- Transmission – 1997 г.
- Triptych – 1999 г.
- Live at the Enmore Theatre – концертен – 1999 г.
- Tangents: The Tea Party Collection – сборен – 2000 г.
- The Interzone Mantras – 2001 г.
- Seven Circles – 2004 г.